# Werner Stertzenbach

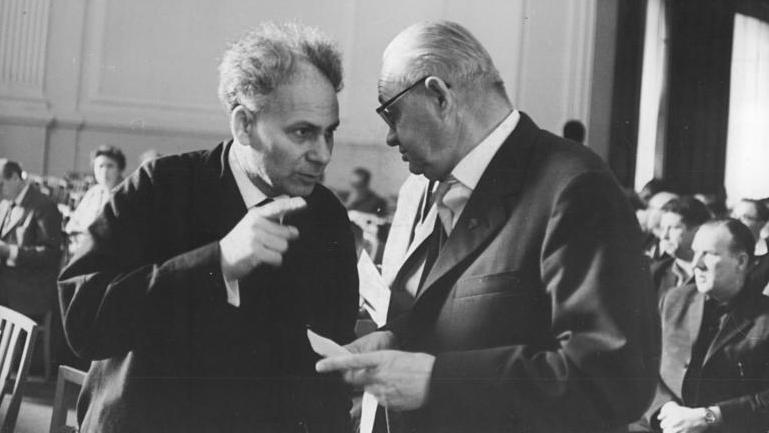
Werner Stertzenbach (links) im Gespräch mit Karl Wloch vom Komitee der antifaschistischen Widerstandskämpfer während des Globke-Prozesses (1963)

Werner Stertzenbach (* 4. April 1909 in Mülheim an der Ruhr; † 10. Juli 2003 in Düsseldorf) war ein deutscher Journalist, Kommunist und Widerstandskämpfer gegen den Nationalsozialismus.

## Leben
Werner Stertzenbach war der zweite Sohn des Malermeisters Max Stertzenbach und dessen Ehefrau Helene, geb. Cahn, beide jüdischen Glaubens. Er war seit 1926 Gewerkschaftsmitglied und nach Austritt aus der Jüdischen Gemeinde Mitglied in einem Freidenkerverein. Seit 1929 Mitglied der KPD, wurde er von den Nationalsozialisten bereits Anfang März 1933 für sechs Monate in sogenannte „Schutzhaft“ genommen und im Schutzhaftlager in Kleve gefangengehalten. Direkt nach seiner Freilassung im Oktober floh er in die Niederlande. In einem Werkdorf für jüdische Flüchtlinge in Holland erlernte er das Maurer -und Betonbauerhandwerk. Als illegal im Land lebender Ausländer wurde Werner Stertzenbach im Internierungslager Nieuwersluis bei Utrecht untergebracht, von wo aus er nach dem Überfall Deutschlands auf die Niederlande im Mai 1940 an die SS und Gestapo ausgeliefert wurde. Aus der Haft in Essen, wohin er zunächst deportiert wurde, wurde er in dem Durchgangslager Westerbork interniert. Ursprünglich stand sein Name auf einer Deportationsliste in das KZ Buchenwald. 1940 hat Werner Stertzenbach seine Eltern in Essen ein letztes Mal sehen können. Sie wurden in Sobibor ermordet. In Westerbork spielte Werner Stertzenbach eine zentrale Rolle im Lagerwiderstand, ihm haben etwa 20 Inhaftierte ihre Freiheit zu verdanken. 1943 gelang ihm selbst die Flucht. Er überlebte den Krieg versteckt in Amsterdam, wo er seine spätere Frau Alice kennenlernte.
Nach 1945 setzte Werner Stertzenbach seine journalistische und politische Arbeit in der Bundesrepublik fort. Er war Ende der 1940er Jahre Redakteur der beim Volks-Echo für Westfalen und Lippe. Anfang der 1950er Jahre war er Korrespondent des Deutschlandsenders in Düsseldorf. Von 1960 bis 1972 war er Chefredakteur der Wochenzeitschrift „Die Tat“. Er nahm an zahlreichen Prozessen als Beobachter teil Eichmann-Prozess (1961), Auschwitzprozesse (ab 1963), Majdanek-Prozess (ab 1975). Später war er Landessekretär NRW der Vereinigung der Verfolgten des Naziregimes – Bund der Antifaschistinnen und Antifaschisten (VVN-BdA.)
Werner Stertzenbach und seine Ehefrau Alice, geb. David (1909–1996) erhielten 1994 die Johanna-Kirchner-Medaille der Stadt Frankfurt am Main verliehen. Auch Alice war im Widerstand in den Niederlanden.